# Motor de arranque
Motor de arranque 
de um automóvel
O motor de arranque ou motor de partida é um motor elétrico com escovas que tem a função de transformar energia elétrica em energia mecânica. Sendo assim fica inoperante após realizar esta função no sistema de partida, permanecendo parado mesmo enquanto o motor do automóvel estiver em funcionamento.

## Características
- Transforma energia elétrica em mecânica.
- Produz movimento de rotação.
- Produz o torque inicial para vencer o atrito interno do motor a combustão.
- Funciona com corrente contínua.
- Possui sistema de segurança Impulsor com roda livre.

## Funcionamento

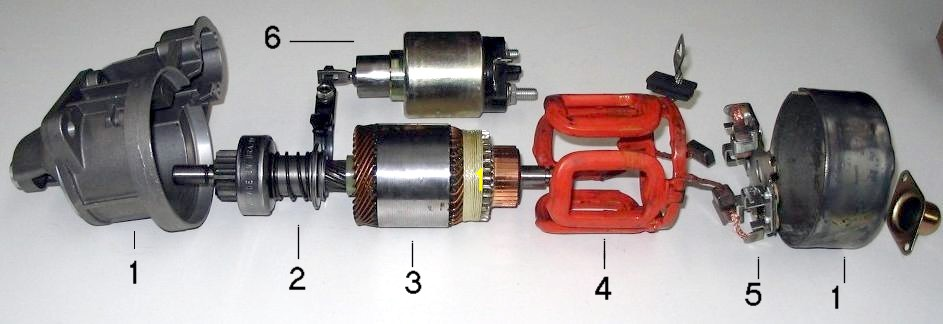
Vista explodida de um motor de arranque (antigo, as versões atuais levam imãs permanentes ao invés de bobinas de campo). Peças: 1= mancais, 2= impulsor de partida, 3= induzido, 4= bobina, 5= suporte de escovas, 6= solenóide.

O motor de arranque é alimentado com um cabo positivo diretamente da bateria e um negativo ligado à carroceria do veículo, e é acionado quando o condutor do automóvel gira a chave totalmente, ele é mantido em funcionamento até que se solte a chave. Durante o funcionamento o solenóide (6) (automático) é alimentado com positivo, proveniente da chave, puxando o conjunto pistão e garfo, que por sua vez desliza o impulsor de partida (2) até acoplar com a cremalheira (roda dentada no volante do motor de combustão) ao mesmo tempo o solenóide fecha o circuito principal energizando a bobina (4) e o induzido (3) através do porta escovas (5), criando um campo magnético e assim o movimento de rotação. Os mancais (1) são peças importantes e de precisão, eles conservam o induzido centralizado e muito próximo da bobina sem que encostem para garantir o torque necessário para impulsionar o motor do automóvel.